# 蒼海の世紀
『蒼海の世紀』（そうかいのせいき）は、原作：鈴木貴昭、作画：野上武志による架空海洋戦記漫画。野上の個人サークル『Firstspere』で頒布した同名の同人誌に端を発しており、商業用コミックスはCR COMICS（ジャイブ）から全7巻刊行。ジャイブ版のコミックスには「王子と乙女と海援隊」の副題が付いている。

## 概要
「もし、坂本龍馬が暗殺されずに生存していたら？」に端を発する架空戦記である。坂本の生存以外にも、史実とは以下のように違いがある。
- 榎本武揚ら旧幕軍は北海道ではなくハワイへ逃亡し、そこでアメリカ合衆国の勢力を追い出して「ハワイ共和国」を設立。ハワイ共和国には坂本の尽力もあり、日本から多くの移民が入植している。ハワイ共和国は後に「ポリネシア連合」を経て「太平洋共和国」となる。
- 日露戦争は、日本が特に陸戦で苦戦し、大陸、および朝鮮半島からは日本軍は全て撤退している。日本海海戦は日本海軍の勝利に終わるものの、形式としては日本側が敗戦。しかし、大陸への橋頭保として欧米からの資金が日本に流れ込んだため、日本経済は好転する。朝鮮半島はロシアの植民地になっている。
- 大陸への足掛かりを失った日本は、必然的に海洋国家としての道を歩んでゆく。
- 日露戦争において、武器弾薬、食糧の補給を行った坂本の海援隊、陸援隊の活躍から、日本軍は補給重視の堅実路線を採るようになる。

野上の同人誌がベースとなっていることは先述した通りだが、コミックス7巻の鈴木貴昭による後書きによれば、当時、仕事がなかった野上に請われて本企画を立案し、同人誌として発売したが、『萌えよ!戦車学校』で注目を集め始めていた野上の人気は高く、予想以上の販売数を出した。その後、ジャイブから商業出版の声もかかり、加筆修正を行ったものがコミックスとして販売される。鈴木の構想では、この作品はプロローグであり、アメリカ合衆国と連合した日本とドイツによる第二次世界大戦がメインとなるはずであった。また、後年には本作の設定を流用し、現代版とも言えるテレビアニメ『ハイスクール・フリート』が制作されている。

## 主な登場人物
李家 鳴海（りのいえ なるみ）
主人公。大韓帝国帝室の庶子。日露戦争中に日本に亡命（上述のように朝鮮半島はロシア帝国の植民地となる）。学習院を経て海軍兵学校に入学し、近海航海訓練として海援隊の戦艦みかさに乗艦するが、海軍には入らずにそのまま海援隊へ入隊する。初登場時は海援隊少尉。
いつもニコニコしており、腕っ節は弱く一見頼りなさげだが、精神が非常に強くて頭が良く、機転が利く。海援隊の女性隊員からは「王子」と呼ばれ親しまれている。
鈴木 穂積（すずき ほづみ）
ヒロイン。海援隊の要人警護部。階級は海援隊中尉。先祖代々、反主流派に与しては敗北するという歴史を重ねてきた、本人いわく『この国の逆賊中の逆賊』。非常に気が強く、喧嘩っ早い。鳴海の護衛役を務めるうちに、鳴海に惹かれるようになって行く。
才谷 美紀（さいたに みき）
海援隊大佐。海援隊所属の戦艦みかさ（日本帝国海軍の戦艦三笠が海援隊に移籍された際に改名）の女性艦長。坂本龍馬の実子でもある。
日本海海戦では連絡将校として東郷平八郎の補佐を務め、片目を負傷している。幼少時の鳴海と出会っており、このことは鳴海がみかさに憧れる要因となっている。
東郷平八郎
海援隊元帥。
日本帝国海軍大将として日本海海戦に勝利した後、予備役編入。その後、海援隊に移籍された戦艦三笠とともに海援隊に移籍する。
坂本龍馬
海援隊および日本最大の貿易会社である坂本商会の創設者で、幕末から明治にかけての近代日本における最重要人物。現在はハワイで隠棲しているが、年老いてもその影響力は非常に大きい。無類の女好き。